# Sur lie
De term sur lie, ook wel tiré sur lie, komt op wijnflessen met witte wijn uit Frankrijk voor. Lie betekent droesem en de term duidt aan dat de wijn op gist heeft mogen rijpen. De precieze betekenis van de term "sur lie" werd in Frankrijk in 1977 wettelijk vastgelegd. Het gaat om een oude methode.
Na de alcoholische gisting wordt de wijn die is uitgegist niet gefilterd  of overgepompt en blijft hij enkele maanden doorrijpen op de "lie", de droesem, die op de bodem van het vat of de roestvrijstalen tank ligt. In die droesem zitten nog resten gist en andere vaste stoffen, die, bij gebrek aan zuurstof, vanzelf gaan fermenteren. Dit resulteert in een vollere en complexe smaak van de wijn die zich, zoals dat heet "met de gist gevoed heeft". Het procedé wordt bij witte wijnen maar ook bij bier toegepast.
Een fles met op het etiket de aanduiding 'sur lie' moet op gist hebben gerijpt en mag volgens de wettelijke regels pas op 21 maart in het jaar volgend op de oogst gebotteld worden, en pas na 1 april verkocht

## Champagne
Bij champagne wordt de wijn na toevoeging van de liqueur de tirage en de daarna optredende prise de mousse die meestal tien dagen duurt ten minste anderhalf jaar "sur lie", liggend op latten, neergelegd. De flessen kunnen ook op de kop liggend, "à la masse" rijpen. De rijping levert een meer harmonieuze wijn op omdat de champagne zich met het gist in de hals voedt en de koolzuurbellen dan kleiner zijn, wat in de mond een zachtere en minder zure smaak achterlaat. De betere champagnes mogen langer dan de voorgeschreven anderhalf jaar sur lie of  à la masse rijpen.
Na de rijping vindt de dégorgement plaats. Sommige champagnehuizen laten de champagne ook daarna nog korte tijd rusten voordat de flessen de kelder verlaten. Op de etiketten wordt de term "sur lie" weggelaten omdat het gebruik van deze techniek van vinificatie bij champagne vanzelfsprekend is.